# Paulino Bernabé (padre)

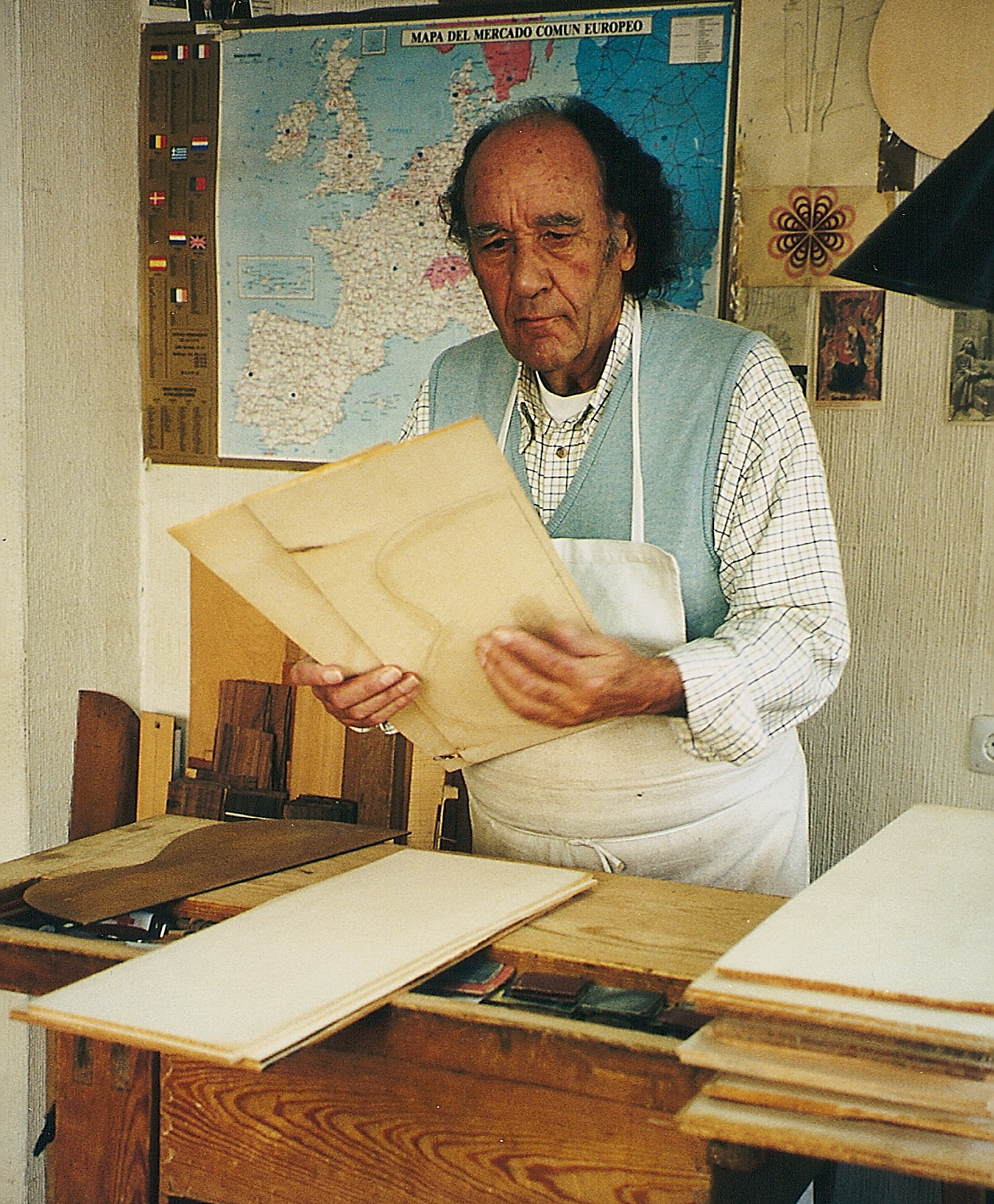
El lutier español Paulino Bernabe (padre) en su taller en Madrid (España), octubre de 2000.

Paulino Bernabé Armendáriz (Madrid, España, 2 de julio de 1932 – ibídem, 10 de mayo de 2007), fue un lutier español.

## Biografía
Paulino Bernabé recibió una instrucción musical con Daniel Fortea, un discípulo de Francisco Tárrega, y después aprendió el arte de la construcción de las guitarras clásicas con José Ramírez III. En 1969 fundó su propio taller y lograró un sistema individual de baretas para el interior de sus instrumentos. Desde los princípios de los 80 hasta poco antes de su muerte en 2007, el lutier trabajó junto a su hijo Paulino Bernabé (hijo), nacido en 1960, que se hizo cargo del taller de su padre. Los instrumentos de Paulino Bernabé eran y son tocados internacionalmente por guitarristas famosos, entre ellos Narciso Yepes, Johanna Beisteiner y Alexandre Lagoya.

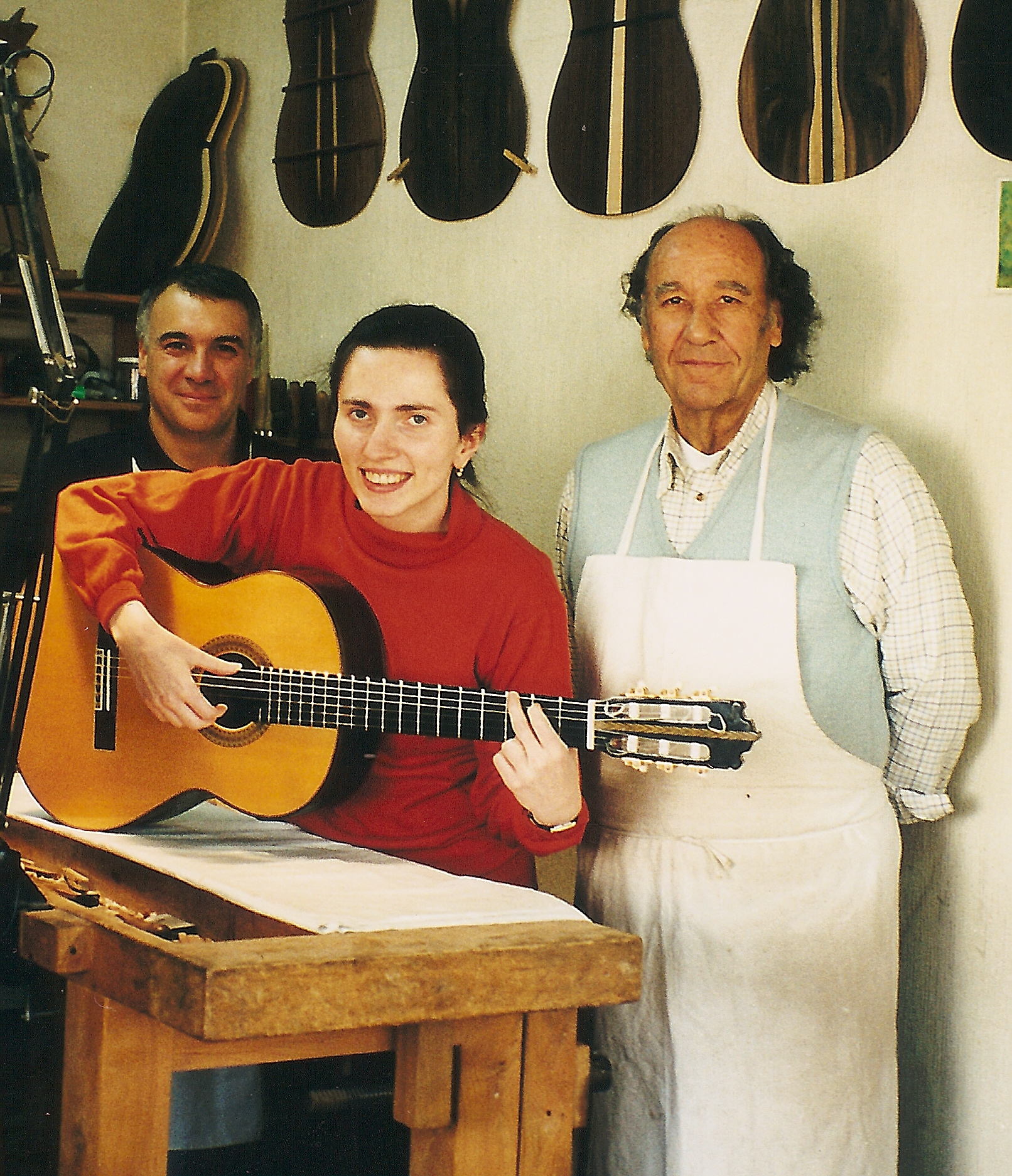
La guitarrista austríaca Johanna Beisteiner en el taller de los lutieres Paulino Bernabe padre (derecha) e hijo (izquierda), octubre de 2000.

## Premios
1974: Medalla de Oro en la Feria Internacional de Artesanía en Múnich, Alemania.

## Samples
- Vídeo de la guitarrista clásica austríaca Johanna Beisteiner tocado con una guitarra del maestro Bernabé.